# Мэдкэп Мосс
Майкл Картер Раллис (англ. Michael Carter Rallis, род. 11 октября 1989, Идайна, Миннесота) — американский рестлер. Наиболее известен по выступлениям в WWE с 2014 по 2023 год под именем Риддик Мосс (англ. Riddick Moss) и Мэдкэп Мосс (англ. Madcap Moss).

## Ранняя жизнь
Раллис учился в Университете Миннесоты, где с 2008 по 2012 год играл за футбольную команду «Миннесота Голден Гоферс». После окончания колледжа он посетил лагерь команды «Майами Долфинс», но контракт с ней не был подписан. В октябре 2013 года, связавшись с Джимом Россом, Раллис принял участие в пробах WWE.

## Личная жизнь
4 августа 2022 года Раллис сообщил, что встречается с австралийской коллегой Тенилл Дэшвуд, выступающей в WWE под именем Эмма.

## Титулы и достижения
- Pro Wrestling Illustrated
  - № 244 в топ 500 рестлеров в рейтинге PWI 500 в 2022[3]
- WWE
  - Чемпион 24/7 WWE (1 раз)[4]
  - Королевская битва памяти Андре Гиганта (2022)